# 金塔纳尔德拉谢拉
金塔纳尔德拉谢拉，是西班牙卡斯蒂利亚-莱昂布尔戈斯省的一个市镇。总面积60平方公里，总人口2026人（2001年），人口密度34人/平方公里。